# Bittersbrunnen

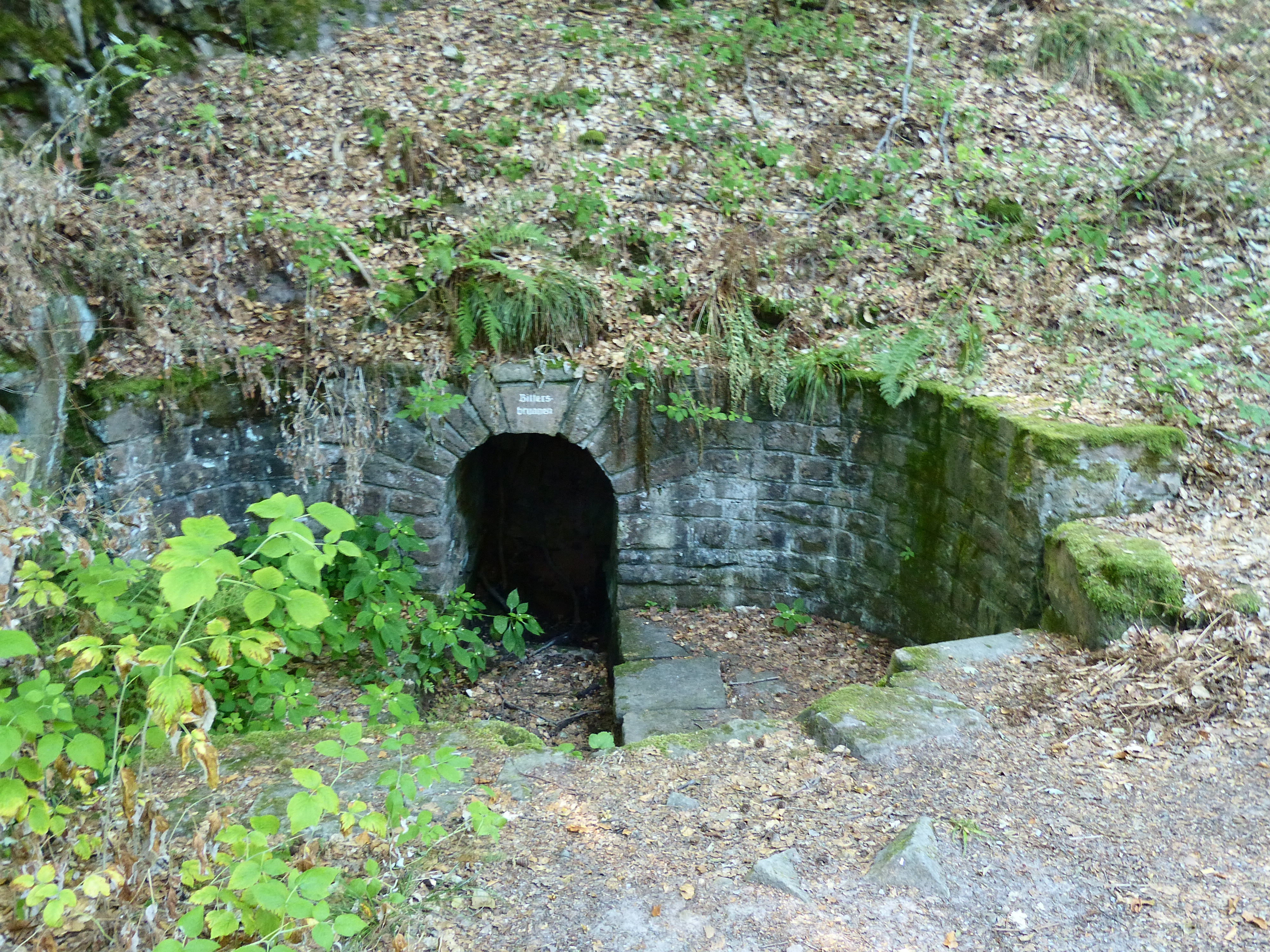
Bittersbrunnen

Der Bittersbrunnen ist ein von einer Quelle gespeister Brunnen auf dem Heiligenberg bei Heidelberg. Der Brunnen wurde bereits in der Vorzeit genutzt, verlor aber um das Jahr 1000 seine Bedeutung. Nachdem ein Erdrutsch in der zweiten Hälfte des 20. Jahrhunderts die letzten Reste des alten Brunnens zerstört hatte, wurde 1979/80 eine neue Brunnenanlage an historischer Stelle errichtet.

## Lage
Der Brunnen befindet sich am Nordwesthang des Heiligenbergs in 358 Metern Höhe über dem Meeresspiegel, deutlich höher als die Rheinebene und das Neckartal, die den Heiligenberg auf zwei Seiten umgeben, und nur 80 Meter unterhalb des oberen Berggipfels.

## Geschichte
Der Heiligenberg ist der älteste und bedeutendste vorgeschichtliche Siedlungsplatz am unteren Neckar. Die Quelle an seinem Nordhang war lange Zeit die einzige Wasserquelle auf der Höhe, so dass sie vermutlich bereits seit Anbeginn der menschlichen Nutzung des Berges bekannt und genutzt war. Ein uralter Weg zur Bergkuppe führt direkt am Brunnen vorbei.
Zur Zeit der Urnenfelderkultur um 1000 v. Chr. befand sich auf dem Heiligenberg eine größere Siedlung, die durch zahlreiche Scherbenfunde nachgewiesen ist. Neben Zisternen, in denen die Menschen Regenwasser sammelten, diente auch der Bittersbrunnen zur Wasserversorgung. Zur Zeit der Kelten war der Heiligenberg um 450 v. Chr. zum politischen Zentrum des unteren Neckartals geworden. Auf seinem Gipfel befand sich inzwischen eine ausgedehnte Siedlung, die von zwei Ringwällen umgeben war. Der untere Ringwall wurde im Bereich der Quelle in einem Bogen um die Quelle geführt, so dass sich diese innerhalb des Verteidigungsbereichs befand und auch im Belagerungsfall die Wasserversorgung sicherte. Der Name Bittersbrunnen geht wohl auf den keltischen Wortstamm bit (für ewig) zurück, aber nicht auf bitteres Wasser. Auch in der Zeit der Römer und in fränkischer Zeit beim Bau der Vorläufer des Michaelsklosters war der Bittersbrunnen noch eine wichtige Wasserquelle. Als das Kloster 1023 in seiner späteren Form entstand, war die Schüttung der Quelle jedoch wohl schon schwach geworden, weswegen man beim Weißen Stein eine andere Quelle fasste und deren Wasser mit Tonröhren zu einer Schöpfstelle beim Kloster führte. Der Bittersbrunnen verlor seine zentrale Bedeutung für den Berg, sein noch mäßig sprudelndes Wasser hat in den folgenden Jahrhunderten vor allem noch Pilger auf dem Weg zum Kloster und später Wanderer erfrischt.
Bei seiner wechselnden Nutzung im Lauf der Jahrhunderte war der Heiligenberg nicht immer bewaldet, so dass der Bereich um den Bittersbrunnen nicht nur durch menschliche Eingriffe, sondern auch durch Abschwemmungen und Erosion laufend verändert wurde. Der leicht rutschende Hang und vor allem wohl auch ein stürzender Baum haben die Quellfassung im Lauf der Zeit zertrümmert.
Bei einer archäologischen Untersuchung durch Berndmark Heukemes und Jean Pelosse 1957 wies der Bittersbrunnen noch einen 1,20 Meter hohen, 1,06 Meter breiten und 1,80 Meter tief in den Hang reichenden Rest eines romanischen Brunnengewölbes auf. Dicht vor dem Gewölbe konnte ein rund 3 Meter langes, schmales Wasserauffangbecken freigelegt werden. Etwa 20 Meter vom Brunnen entfernt wurde ein weiteres Auffangbecken mit einer Grundfläche von 2,00 × 1,30 Meter und einer Tiefe von 1,60 Meter freigelegt. Dieses Becken war ungefähr seit dem Jahr 1000 verfüllt, es wurde also wohl in zeitlichem Zusammenhang mit dem Bau der Wasserleitung vom Weißen Stein her aufgegeben.
Unterhalb des Brunnens wurde bei derselben Untersuchung 1957 in der Abflussrinne eine mehrere Meter dicke Schicht aus Scherben zerbrochener Tongefäße aus unterschiedlichen Jahrhunderten freigelegt. Die Grabung fand bis in drei Meter Tiefe statt, wobei lediglich mittelalterliche Scherben geborgen wurden, während ältere Befunde noch tiefer und damit unerreichbar waren.
Bis in die 1970er Jahre wurde der Brunnen durch einen Hangrutsch vollends zerstört und verschüttet. Das davor befindliche Auffangbecken fiel einer Aufschüttung beim Ausbau des Waldwegs zum Opfer.
Unter der Leitung von Diether Frauenfeld wurde 1979 mit einer Rekonstruktion des Brunnens begonnen. Der abgerutschte Hang wurde freigelegt, wobei Reste der alten Quellfassung aufgefunden wurden. An deren Stelle entstand ein neues Brunnengewölbe mit einem kleinen Auffangbecken, das mit einer Rohrleitung unter dem davor befindlichen aufgeschütteten Weg entwässert wird. Die Baukosten von 20.000 DM trugen die Stadt Heidelberg, das staatliche Forstamt und die Schutzgemeinschaft Heiligenberg jeweils zu einem Drittel. Die Schüttung des Brunnens ist trotz der Neufassung weiterhin gering und reicht gerade aus, das Auffangbecken gefüllt zu halten. Der rekonstruierte Brunnen wurde am 3. Mai 1980 von Bürgermeister Korz eingeweiht.
Der Brunnen wird von Goldglanzalgen besiedelt, die das Auffangbecken im Sommer golden schimmern lassen.